# Fred Cuny
Frederick C. Cuny, född 14 november 1944 i New Haven, Connecticut, USA, var en specialist på katastrofhjälp som deltog vid många humanitära operationer runt om i världen från 1969 till 1995 då han blev gömd eller dödad i Tjetjenien. 

## Humanitärt arbete
Cuny grundade 1971 Intertect Relief and Reconstruction Corp. Han grundade också Center for the Study of Societies in Crisis, som blev känt som "the Cuny Center" efter hans (förmodade) död. Han har arbetat i länder som Biafra, Guatemala, Ethiopia, Irak, Somalia och Bosnien. Under senare delen av sin karriär arbetade han också med George Soros' Open Society Institute. 

## Utmärkelser
Cuny fick en MacArthur Fellow år 1995, men gömdes eller dog innan utmärkelsen kunde delas ut.